# Сухопутні війська Ізраїлю
Сухопутні війська Ізраїлю (івр. זרוע היבשה) — вид збройних сил Ізраїлю, призначений для дій на поверхні землі. Складаються з піхоти, бронетанкових військ, артилерійських військ, військово-інженерних військ, польової розвідки, а також військ зв'язку, служби тилу і служби технічної підтримки.
Командувачем є Начальник сухопутного штабу у званні генерал-майора, Mazi, підпорядковується Начальнику генерального штабу. Загальна чисельність сухопутних військ складає 133 тис. військовослужбовців строкової і надстрокової служби, а також 380 тис. резервістів.

## Командування сухопутних військ
На відміну від військово-повітряних і військово-морських сил Армії оборони Ізраїлю, оперативне управління яких перебуває в повноваженні штабів, у віданні яких зосереджена пряма відповідальність також за питання будівництва (нарощування бойової потужності і бойової підготовки), управління персоналу, матеріально-технічного та розвідувального забезпечення відповідних військово-повітряних і військово-морських підрозділів, оперативне командування сухопутними військами армії розосереджено між трьома територіальними команди центрами: Північним військовим округом, Центральним військовим округом і Південним військовим округом.
Структурний підрозділ Генштабу армії під назвою «Командування сухопутних військ» (івр. זרוע היבשה, ז"י; до 2007 року: מז"י мазі, а до 1999 року: מפקדת חילות השדה, скорочено: מפח"ש мафхаш) не носить при цьому функції оперативного управління підрозділами сухопутних військ (за винятком навчальних підрозділів, як наприклад, навчальна бронетанкова бригада «Бней Ор»), а відповідально виключно за будівництво (нарощування бойової потужності і бойової підготовки) сухопутних військ. при цьому інші функції підтримки діяльності сухопутних військ перебувають у віданні відповідних управлінь Генштабу (Управління військової розвідки — щодо стратегічної розвідки, Управління технології та логістики — щодо матеріально-технічного забезпечення тощо.).
Командуванню сухопутних військ підпорядковані штаби (чи служби) (івр. חיל Хаіль), що спеціалізуються з питань будівництва окремих видів сухопутних військ і їх військової доктрини, як то бронетанкові війська, артилерійські війська і т. ін. Дані служби, на чолі яких стоять офіцери у званні бригадного генерала (тат-алуф), що іменуються Головними офіцерами відповідного виду військ, також не володіють повноваженнями в області оперативного управління сухопутними силами.

## Піхота

### Регулярні бригади
- «Бригада Цанханім» (повітряно-десантні війська) — елітна високомобільна парашутно-десантна бригада («крапові берети»). Включає в себе 3 десантно-штурмових мобільних батальйони (890, 101, 202), розвідувальний («отруйна змія»), а також роту зв'язку;
- «Бригада Голані» — моторизована піхотна бригада («коричневі берети»), проводить постійну антитерористичну діяльність в усіх гарячих точках Ізраїлю. Включає в себе 3 піхотних батальйони (12, 13, 51), розвідувальний, підрозділ «Егоз» (підрозділ для контрпартизанських акцій), а також роту зв'язку.
- «Бригада Гіваті» — регулярна піхотна бригада («бузкові берети»), проводить постійну антитерористичну діяльність в усіх гарячих точках Ізраїлю. Включає в себе 3 піхотних батальйони (424, 432, 435), розвідувальний (Лисиці Самсона), а також роту зв'язку;
- «Бригада Нахаль» — регулярна піхотна бригада («світло зелені берети»), проводить постійну антитерористичну діяльність в усіх гарячих точках Ізраїлю. Включає в себе 3 піхотних батальйони (50, 931, 932), розвідувальний (Топаз), а також роту зв'язку.
- «Бригада Кфір» — піхотна бригада («плямисті берети»), проводить постійну антитерористичну діяльність в Юдеї та Самарії. Включає в себе 6 піхотних цільових батальйонів (90, 92, 93, 94, 96, 97): «Батальйон Шимшон», «Батальйон Нахшона», «Батальйон Харув», «Батальйон Лаві», «Батальйон Духіфат», «Батальйон Нецах Ієхуда»;
- «Бригада Біслама» (навчально-тренувальна бригада).

Прапор ізраїльської бригади Гіваті
Прапор ізраїльської бригади Голані
Прапор ізраїльської бригади Кфір
Прапор ізраїльської бригади Нахаль
Прапор ізраїльської десантної бригади

### Окремі батальйони
- «Батальйон Каракали» (батальйон легкої піхоти, для проходження служби особами обох статей);
- «Батальйон Херев» (друзский батальйон);
- «Батальйон бедуїнських слідопитів»

### Підрозділи спеціального призначення
- «Егоз» (підрозділ для контрпартизанських дій);
- «Дувдеван» (антитерористичний батальйон);
- «Маглай» (диверсійний спецназ);
- «Рімон»[5]
- «Окец» (бойові кінологи)

У 2015 році за рішенням начальника Генерального штабу АОІ 4 спецпідрозділу (Егоз, Дувдеван, Маглай і Рімон) були виділені з піхотних бригад і об'єднані в окрему бригаду спеціального призначення.

## Бронетанкові війська

### Регулярні бригади
- 401-ша танкова бригада «Іквот а-Барзель». На озброєнні бригади знаходяться танки Меркава-4.
- 188-ма танкова бригада «Барак». На озброєнні бригади знаходяться танки Меркава-3
- 7-ма танкова бригада «Саар мі-Голан». На озброєнні бригади знаходяться танки Меркава-2бета
- 460-та танкова бригада «Бней Ор» (навчально-тренувальна бригада).

## Артилерійські війська
- «Полк Амуд ха-Еш» Відноситься до південного військового округу, складається з двох батальйонів «Дракон» і «Решеф»
- «Полк Голан» Відноситься до північного військового округу, складається з двох батальйонів «має намір» і «Керен», а також до нього приписаний батальйон реактивної артилерії «Раамією».
- «Полк Кал'а Давид» Відноситься до центрального військового округу, крім основних батальйонів до нього приписано спецпідрозділ «Мейтар».

## Інженерні війська
- 601-й інженерний батальйон «Асаф» (належить 401-й танковій бригаді)
- 603-й інженерний батальйон «Лахав» (належить 7-й танковій бригаді)
- 605-й інженерний батальйон «Махац» (належить 188-й танковій бригаді)
- 76-й батальйон радіаційного, хімічного, і біологічного захисту «Яншуф»
- «Яхалом» (спецназ інженерних військ)

## Війська польової розвідки
- «Батальйон Шахаф»
- «Батальйон Ніцан»
- «Батальйон Нешер»

## Озброєння та оснащення

### Гранатомети
| Модель  | Зображення | Походження       | Тип                               | Калібр | Кількість          | Зауваження                                                              |
| ------- | ---------- | ---------------- | --------------------------------- | ------ | ------------------ | ----------------------------------------------------------------------- |
| B-300   |            | Ізраїль          | Ручний протитанковий гранатомет   | 82 мм  | невідома кількість | Тільки в спецпідрозділах                                                |
| Shipon  |            | Ізраїль          | Ручний протитанковий гранатомет   | 83 мм  | Невелика кількість | Тільки в спецпідрозділах                                                |
| РПГ-7   |            | СРСР             | Ручний протитанковий гранатомет   | 85 мм  | Більше 1,000       | Гранатомети є військовими трофеями, боєприпаси виготовляються в Ізраїлі |
| M72 LAW |            | США              | Ручний протитанковий гранатомет   | 66 мм  | невідома кількість |                                                                         |
| MATADOR |            | Сінгапур Ізраїль | Ручний протитанковий гранатомет   | 90 мм  | невідома кількість |                                                                         |
| M79     |            | США              | Гранатомет                        | 40 мм  | невідома кількість |                                                                         |
| M203    |            | США              | Підствольний гранатомет           | 40 мм  | невідома кількість |                                                                         |
| Mk 19   |            | США              | Автоматичний станковий гранатомет | 40 мм  | невідома кількість |                                                                         |
| Mk 47   |            | США              | Автоматичний станковий гранатомет | 40 мм  | невідома кількість |                                                                         |

### Протитанкові ракетні комплекси
| Модель     | Зображення | Походження | Тип                                                    | Модифікація | Кількість          | Зауваження   |
| ---------- | ---------- | ---------- | ------------------------------------------------------ | ----------- | ------------------ | ------------ |
| Spike      |            | Ізраїль    | Протитанковий ракетний комплекс                        |             | невідома кількість |              |
| BGM-71 TOW |            | США        | Протитанковий ракетний комплекс                        |             | невідома кількість |              |
| LAHAT      |            | Ізраїль    | Протитанковий ракетний комплекс                        |             | невідома кількість | на озброєнні |
| MAPATS     |            | Ізраїль    | Протитанковий ракетний комплекс                        |             | невідома кількість |              |
| Nimrod     |            | Ізраїль    | Протитанковий ракетний комплекс (великого радіуса дії) |             | невідома кількість |              |
| M47 Dragon |            | США        | Протитанковий ракетний комплекс                        |             | невідома кількість |              |

### Танки
| Модель       | Зображення | Походження              | Тип                   | Модифікація             | Кількість    | Зауваження                                                                                           |
| ------------ | ---------- | ----------------------- | --------------------- | ----------------------- | ------------ | --- |
| Меркава Mk.4 |            | Ізраїль                 | Основний бойовий танк |                         | 660          | На озброєнні                                                                                         |
| Меркава Mk.3 |            | Ізраїль                 | Основний бойовий танк |                         | 780          | На озброєнні                                                                                         |
| Меркава Mk.2 |            | Ізраїль                 | Основний бойовий танк |                         | 400          | Деякі на озброєнні / Деякі в резерві, повинні бути продані або злам                                  |
| Меркава Mk.1 |            | Ізраїль                 | Основний бойовий танк |                         | 180          | В резерві, повинні бути продані або злам                                                             |
| Магах        |            | США Ізраїль             | Основний бойовий танк | Магах 7 Магах 6 Магах 5 | 1040 560 200 | Американські танки M48 і M60, що перебувають на озброєнні армії і модернізовані Ізраїлем.(В резерві) |
| Центуріон    |            | Велика Британія Ізраїль | Основний бойовий танк |                         | 350          | В резерві                                                                                            |

### Бронетранспортери
| Модель   | Зображення | Походження              | Тип                                 | Модифікація | Кількість          | Зауваження                                                                     |
| -------- | ---------- | ----------------------- | ----------------------------------- | ----------- | ------------------ | ------------------------------------------------------------------------------ |
| M113     |            | США Ізраїль             | Бронетранспортер                    |             | 6132               |                                                                                |
| Ахзарит  |            | СРСР Ізраїль            | Важкий бронетранспортер             |             | 215                | Розроблений на базі трофейних танків Т-54 і Т-55, захоплених у арабських країн |
| Нагмахон |            | Велика Британія Ізраїль | Важкий бронетранспортер             |             | невідома кількість | Розроблений на базі танка Центуріон                                            |
| Накпадон |            | Велика Британія Ізраїль | Важка БРЕМ/Важкий бронетраноспортер |             | невідома кількість | Розроблений на базі танка Центуріон                                            |
| Накпума  |            | Велика Британія Ізраїль | Важка БРЕМ/Важкий бронетраноспортер |             | невідома кількість | Розроблений на базі танка Центуріон                                            |
| Намер    |            | Ізраїль                 | Важкий бронетранспортер/Важка БМП   |             | 120                | Розроблений на базі танка Меркава                                              |

### Бронеавтомобілі
| Модель          | Зображення | Походження              | Тип             | Модифікація | Кількість | Зауваження                                           |
| --------------- | ---------- | ----------------------- | --------------- | ----------- | --------- | ---------------------------------------------------- |
| Wolf            |            | Ізраїль                 | Бронеавтомобіль |             | 300       |                                                      |
| AIL Storm       |            | Ізраїль                 | Бронеавтомобіль |             | 700       |                                                      |
| HMMWV           |            | США                     | Бронеавтомобіль |             | 2000+     |                                                      |
| MDT David       |            | Велика Британія Ізраїль | Бронеавтомобіль |             | 400       | На основі Land Rover Defender та Toyota Land Cruiser |
| Plasan Sand Cat |            | США Ізраїль             | Бронеавтомобіль |             | 79        |                                                      |

### Артилерія
| Модель      | Зображення | Походження  | Тип                               | Модифікація | Кількість          | Зауваження |
| ----------- | ---------- | ----------- | --------------------------------- | ----------- | ------------------ | --- |
| M109        |            | США Ізраїль | 155 мм САУ                        |             | 600                | Модернізована до M109 Doher. На основі M109A5. Ініційована програма по заміні, кандидати включають ATMOS 2000 і Artillery Gun Module. |
| Soltam M-71 |            | Ізраїль     | 155 мм буксирувана гаубиця        |             | 300                | |
| Soltam M-68 |            | Ізраїль     | 155 мм САУ                        |             | 50                 | В резерві |
| Pereh       |            | Ізраїль     | Самохідний протитанковий комплекс |             | ?                  | Розсекречена в червні 2015 року |
| M270        |            | США         | РСЗВ                              |             | 48                 | |
| Cardom SP   |            | Ізраїль     | 120 мм Самохідний міномет         |             | 64                 | |
| Soltam M-65 |            | Ізраїль     | 120 мм Міномет                    |             | 250                | |
| M113 Tamuz  |            | Ізраїль     | Самохідний протитанковий комплекс |             | невідома кількість | ПТРК «Spike» на шасі БТР М113 |

### Системи протиповітряної оборони
| Модель           | Зображення | Походження                | Тип                                  | Модифікація | Кількість          | Зауваження                                               |
| ---------------- | ---------- | ------------------------- | ------------------------------------ | ----------- | ------------------ | -------------------------------------------------------- |
| Machbet          |            | США Ізраїль               | Зенітна самохідна установка          |             | 400                | На базі 20-мм зенітної самохідної установки M163"Вулкан" |
| FIM-92 Stinger   |            | США                       | Переносний зенітно-ракетний комплекс |             | 500                |                                                          |
| FIM-43 Redeye    |            | США                       | Переносний зенітно-ракетний комплекс |             | невідома кількість |                                                          |
| ЗСУ 23-4 «Шилка» |            | СРСР                      | Зенітна самохідна установка          |             | 60                 |                                                          |
| Bofors L/70      |            | Швеція                    | 40-мм автоматична зенітна гармата    |             | невідома кількість |                                                          |
| ЗУ 23-2          |            | СРСР                      | 23-мм автоматична зенітна гармата    |             | невідома кількість |                                                          |
| TCM-20           |            | Швейцарія Ізраїль Франція | 20-мм автоматична зенітна гармата    |             | невідома кількість |                                                          |

### Інженерна техніка
| Модель             | Зображення | Походження              | Тип                                     | Модифікація | Кількість          | Зауваження                                                                           |
| ------------------ | ---------- | ----------------------- | --------------------------------------- | ----------- | ------------------ | ------------------------------------------------------------------------------------ |
| «Пума»             |            | Велика Британія Ізраїль | Важка броньована інженерна машина       |             | невідома кількість | На базі танка Центуріон                                                              |
| IDF Caterpillar D9 |            | США Ізраїль             | Броньований бульдозер                   |             | 175                | Бульдозер виробництва компанії Caterpillar Inc., перероблений і броньований Ізраїлем |
| M548 Alfa          |            | США Ізраїль             | Вантажівка для підвозу боєприпасів      |             | невідома кількість | На базі БТР М113                                                                     |
| M60 AVLB           |            | США                     | Броньований мостоукладальник            |             | 10                 |                                                                                      |
| Nemmera            |            | Ізраїль                 | БРЕМ                                    |             | невідома кількість | На базі танка Меркава                                                                |
| M88                |            | США                     | БРЕМ                                    |             | 25                 |                                                                                      |
| Nagmapop           |            | Велика Британія Ізраїль | Комадно-штабна машина                   |             | невідома кількість | На базі танка Центуріон                                                              |
| AIL Desert Raider  |            | Ізраїль                 | Багі                                    |             | невідома кількість |                                                                                      |
| VIPeR              |            | Ізраїль                 | Безпілотний наземний транспортний засіб |             | невідома кількість |                                                                                      |
| Guardium           |            | Ізраїль                 | Безпілотний наземний транспортний засіб |             | невідома кількість |                                                                                      |
| Black Thunder      |            | США Ізраїль             | Безпілотний бульдозер                   |             | невідома кількість | На базі бульдозера Caterpillar D9                                                    |

### Автомобільна техніка
| Модель     | Зображення | Походження | Тип                  | Модифікація | Кількість          | Зауваження |
| ---------- | ---------- | ---------- | -------------------- | ----------- | ------------------ | ---------- |
| AIL Abir   |            | Ізраїль    | Вантажний автомобіль |             | невідома кількість |            |
| M35        |            | США        | Вантажний автомобіль |             | невідома кількість |            |
| Unimog 437 |            | Німеччина  | Вантажний автомобіль |             | невідома кількість |            |
| HEMTT      |            | США        | Вантажний автомобіль |             | невідома кількість |            |